# Cité de Joondalup
La Cité de Joondalup (City of Joondalup en anglais) est une zone d'administration locale dans la banlieue de Perth en Australie-Occidentale en Australie à environ 25 kilomètres au nord du centre-ville. 
La zone est divisée en un certain nombre de localités :
- Beldon
- Burns Beach
- Connolly
- Craigie
- Currambine
- Duncraig
- Edgewater
- Greenwood
- Heathridge
- Hillarys
- Iluka
- Joondalup
- Kallaroo
- Kingsley
- Kinross
- Marmion
- Mullaloo
- Ocean Reef
- Padbury
- Sorrento
- Warwick
- Woodvale

La zone a douze conseillers et est découpée en six circonscriptions.

## Géographie
La cité est entourée par la cité de Wanneroo au nord, du Lac de Joondalup à l'est, de la cité de Stirling au sud et de l'Océan Indien à l'ouest. 

## Étymologie
Joondalup est nommée ainsi grâce au nom du lac, qui tire son nom des aborigènes qui signifie « lieu de scintillement ».